# Toona fargesii
Toona fargesii är en tvåhjärtbladig växtart som beskrevs av Auguste Jean Baptiste Chevalier. Toona fargesii ingår i släktet Toona och familjen Meliaceae. Inga underarter finns listade i Catalogue of Life.